# Orã (província)

Mapa da Argélia com a localização da província de Orã.

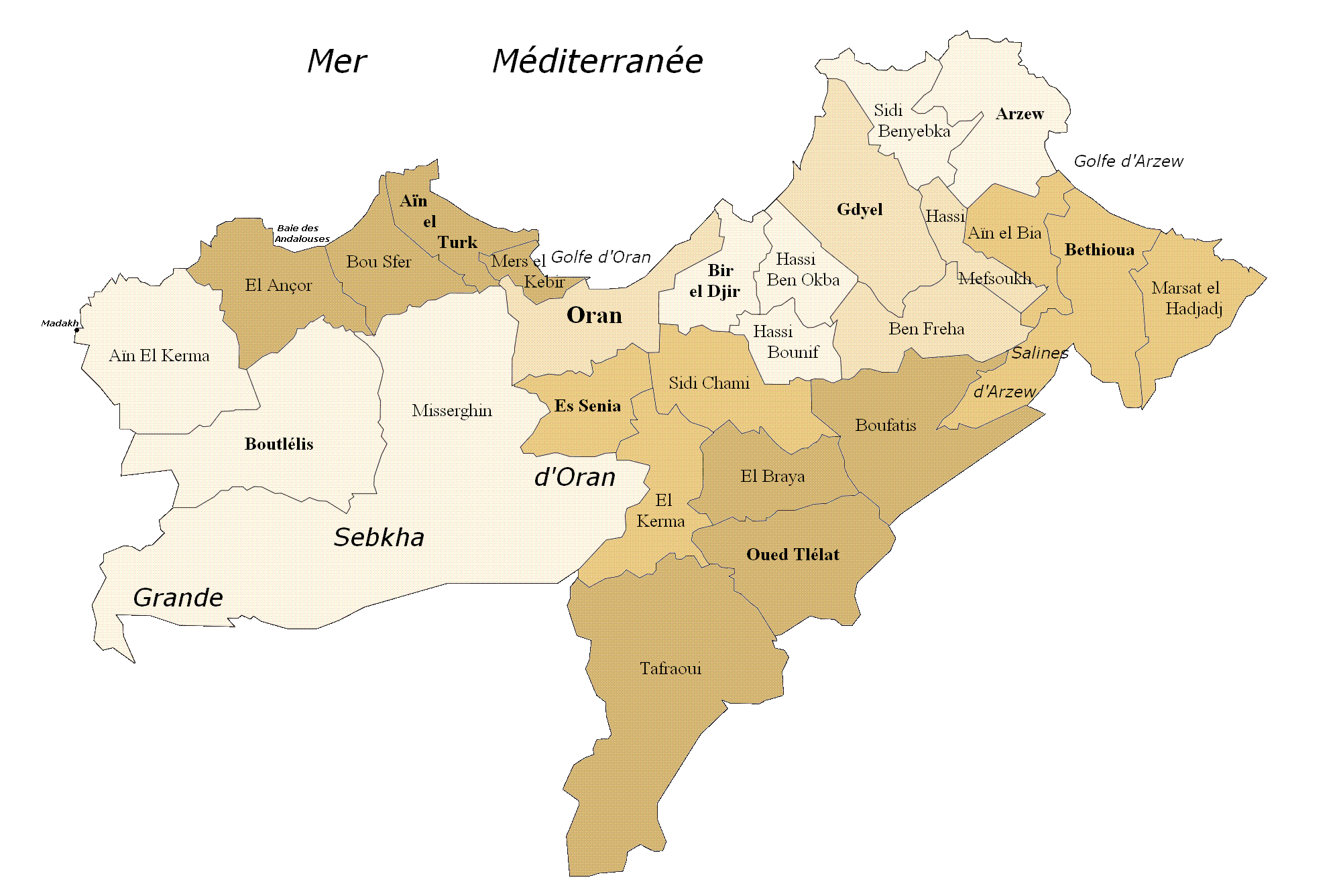
Mapa administrativo da província de Orã. Sua maior cidade e capital tem o mesmo nome.

Orã (ولاية وهران) é uma província da Argélia cuja capital é a cidade homônima. Localizada no noroeste do país, sua população é de 1.454.078 habitantes (Censo 2008) e sua área, de 2 114 km². É lindeira com as províncias de Mostaganem (ao leste), de Mascara (a sudeste), de Sidi Bel Abbès (a sudoeste) e de Aïn Témouchent (a oeste).
A província de Orã foi formada a partir do antigo departamento francês de Orã, o qual, de início mantido após a independência do país, foi transformado numa província (vilaiete) por um ato de 1968. Adotou seus limites geográficos atuais após a reorganização de 1974, quando porções a oeste e ao sul foram desmembradas para criar a província de Sidi Bel Abbès.

## Distritos e municípios
A província de Orã compreende 13 distritos e 38 municípios, desde 1984. Os distritos são:
- Aïn El Turk
- Arzew
- Bethioua
- Es Sénia
- Bir El Djir
- Boutlélis
- Oued Tlélat
- Gdyel
- Orã